# Insignier

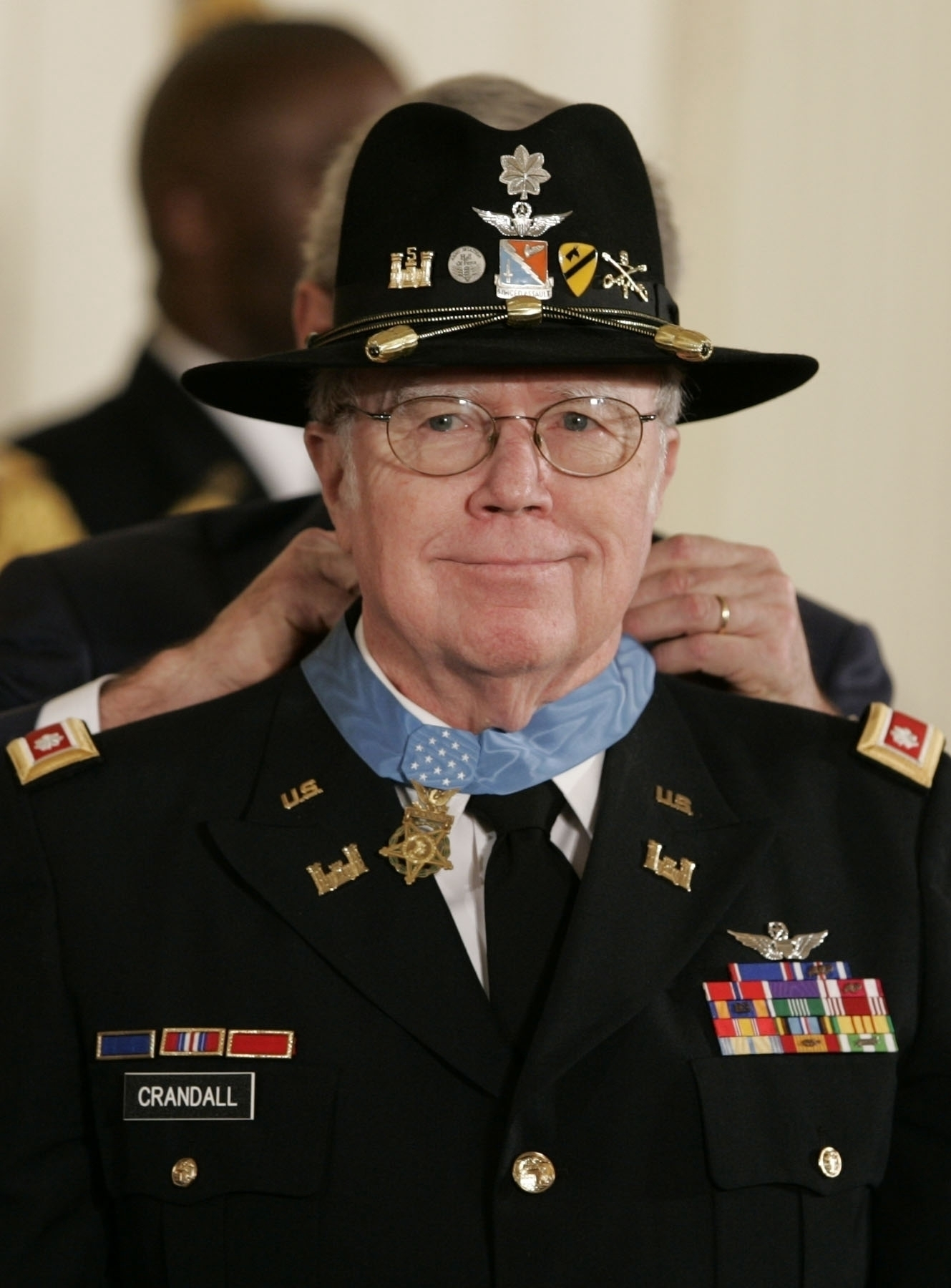
LtCol. Bruce P. Crandall vid mottagandet av Medal of Honor 2007 för sina hjälteinsatser i Vietnamkriget 1965.

Insignier (latinets singie = symbol, emblem) är fysiska föremål, symboler eller emblem som är bevis på ett ämbete (tjänstetecken) eller tillhörighet till en organisation.
Insignier kan utgöras av en hel dräkt, som en uniform eller ämbetsdräkt.
Insignier är vanliga vid militära organisationer. Även inom studentkretsar är insignier vanliga då som symbol för personens ämbete vid studentorganisationen.